# Церква Капуцинів (Відень)
Церква Капуцинів, також Капуцинеркірхе (нім. Kapuzinerkirche) — католицька церква в Австрії, у Відні. Розташована поблизу палацу Гофбург, на Нойє-Маркт-плац. Належить ордену капуцинів. Родова усипальниця Габсбурзького дому. Відома Імператорським склепом. Офіційна назва — церква Богородиці Ангелів.
Заснована 1617 року імператрицею Анною, дружиною імператора Матвія, перший камінь закладено у 1622 році, освячено 1632 року. Портал прибудовано 1760 року, реконструйовано за історичними зображеннями у 1934—1936 та прикрашено фрескою Ганса Фішера. Мармуровий вівтар роботи Петера Штруделя (1660—1714), ширина нефу 10 м.